# الصومال في دورة الألعاب الأولمبية الصيفية 2024
شاركت الصومال في دورة الألعاب الأولمبية الصيفية 2024م، والتي أقيمت في باريس في الفترة من 26 يوليو إلى 11 أغسطس 2024م. منذ ظهورها لأول مرة في عام 1972م، شاركت الصومال في كل الألعاب الأولمبية الصيفية باستثناء ثلاث دورات: الأولى كانت عام 1976م، بسبب المقاطعة التي قادتها الكونغو، والثانية كانت عام 1980م؛ بسبب المقاطعة التي قادتها الولايات المتحدة، أما الثالثة فكانت عام 1992م؛ لأسباب سياسية. وهذه المشاركة هي الحادية عشرة للبلاد في دورة الألعاب الأولمبية الصيفية. والمشاركة الأولى للصومال في الألعاب الأولمبية كانت في عام 1972م في ميونخ بألمانيا.
تشكل فريق الصومال من لاعب واحد فقط، تنافس في ألعاب القوى. وهو اللاعب علي إيدو حسن، والذي يعد الرياضي الصومالي الوحيد في هذه الدورة، وهو من رفع علم الصومال في حفل الافتتاح.  وفي نهاية المطاف، تم إقصاء علي إيدو حسن، بسبب عدم مشاركته في البداية، وبالتالي فشل في الحصول على ميداليته الأولمبية. وعليه يظل رصيد الصومال من الميداليات الملونة في كافة الدورات الأولمبية الصيفية التي شاركت فيها(0) من الميداليات.
ومن بين الــ 22 دولة عربية المشاركة في دورة باريس خلت بعثة الصومال ومعها بعثة العراق من العنصر النسائي.

## المتنافسون
وفيما يلي قائمة بأعداد المتنافسين في الألعاب.
| رياضة       | الرجال | السيدات | المجموع |
| ----------- | ------ | ------- | ------- |
| ألعاب القوى | 1      | 0       | 1       |
| المجموع     | 1      | 0       | 1       |

## ألعاب القوى
حصلت الصومال على بطاقة دعوة واحدة لعداء المسافات المتوسطة، من أجل التنافس في دورة الألعاب الأولمبية الصيفية 2024. 
سباق الجري
| الرياضي      | الحدث        | التصفيات | التصفيات | إعادة المباراة | إعادة المباراة | نصف النهائي | النهائي  | النهائي  |
| الرياضي      | الحدث        | النتيجة  | المركز   | النتيجة        | المركز         | النتيجة     | النتيجة  | المركز   |
| ------------ | ------------ | -------- | -------- | -------------- | -------------- | ----------- | -------- | -------- |
| علي إيدو حسن | 800 متر رجال | 1.48:72  | 8        | DNS            | DNS            | لم يتقدم    | لم يتقدم | لم يتقدم |